# Laurent Mauvignier
Laurent Mauvignier, né à Tours en 1967, est un écrivain français. Frère du réalisateur Thierry Mauvignier, il est ancien pensionnaire de la Villa Médicis et officier de l'ordre des Arts et des Lettres.

## Biographie
Laurent Mauvignier vient d'une famille ouvrière de cinq enfants installée à Descartes en Touraine. Il est le frère du réalisateur Thierry Mauvignier. A l'âge de dix-sept ans il entre à l'Ecole des Beaux-Arts de Tours dont il sort diplômé en arts plastiques en 1991. Laurent Mauvignier publie son premier roman Loin d'eux en 1999 aux éditions de Minuit, qui restera sa principale maison d'édition durant toute sa carrière. Le roman reçoit le prix Fénéon en 2000. Son deuxième roman publié l'année suivante Apprendre à finir est récompensé de plusieurs prix, le prix Wepler en 2000, et les prix du Livre Inter et prix du deuxième roman en 2001.
En 2006, il obtient le prix du roman Fnac pour son ouvrage Dans la foule, roman autour du drame du Heysel survenu en Belgique en 1985, qui selon Télérama « frappait par son style déferlant, ses phrases longues et noueuses, son art de l'apnée vorace. »
Son roman Des hommes, publié en 2009, obtient plusieurs prix, dont le prix Virilo la même année, et le prix des libraires l'année suivante. Le roman se penche sur des souvenirs du narrateur de la guerre d'Algérie. Pour la critique de Télérama une « vérité la plus nauséeuse sur une époque honteuse se fait jour. L'atrocité dit son nom, l'opprobre, l'incrédulité, l'humiliation, la bestialité aussi. » Selon la critique du journal L'Express, l'ouvrage est « un roman majeur de Laurent Mauvignier sur les blessures de la guerre ». Il sera adapté au cinéma en 2020 par le réalisateur Lucas Belvaux aux côtés des acteurs Gérard Depardieu, Jean-Pierre Darroussin et Catherine Frot.
Installé à Toulouse, il est pensionnaire de la Villa Médicis de septembre 2008 à septembre 2009.
En 2015, il écrit la pièce Retour à Berratham, publiée par Les Éditions de Minuit, pour Angelin Preljocaj, chorégraphe et directeur du Pavillon Noir à Aix-en-Provence. La pièce est créée par le Ballet Preljocaj lors du festival d'Avignon, dans la cour d'honneur, le 17 juillet 2015. L'ouvrage reçoit le prix Émile-Augier 2016, décerné par l'Académie française.

## Œuvre

### Influences et choix littéraires
Comme Laurent Mauvignier l'explique durant un entretien en 2014, sa pratique de l'écriture commence très tôt avec un « livre déclencheur quand j'étais enfant, à l'hôpital, Un bon petit diable de la comtesse de Ségur, avec l'envie d'écrire la suite, de continuer, parce que j'étais immobilisé sur un lit. »
William Faulkner et Thomas Bernhard sont des auteurs qui le « fascinent » : « La littérature, elle est là… ces auteurs, on les lit presque entièrement. »
Il lit également beaucoup de théâtre : « Le théâtre fonctionne comme le cinéma. J'ai des moments de boulimie de théâtre… je ne comprends pas que ça ne se vende pas mieux que les romans. C'est souvent plus rapide, plus alerte, plus vivant », par exemple l'intégralité du théâtre de Victor Hugo, qu'il a lue l'été 2014 et qu'il a trouvée « géniale ».

### Romans
- 1999 : Loin d'eux, Les Éditions de Minuit  (ISBN 2707316717) — prix Fénéon en 2000
- 2000 : Apprendre à finir, Les Éditions de Minuit  (ISBN 9782707318572), 127 p. — prix Wepler en 2000 ; prix du Livre Inter et prix du deuxième roman en 2001
- 2002 : Ceux d'à côté, Les Éditions de Minuit  (ISBN 2707317667), 157 p.
- 2002 : Plus sale, Inventaire-invention  (ISBN 2-914412-18-5)
- 2004 : Seuls, Les Éditions de Minuit  (ISBN 2707318469)
- 2006 : Dans la foule[11], Les Éditions de Minuit  (ISBN 2707319643), 373 p. — prix du roman Fnac 2006
- 2009 : Des hommes, Les Éditions de Minuit  (ISBN 9782707320759), 281 p. — prix Virilo, prix Millepages[12] 2009 ; prix Initiales[12], prix des libraires 2010
- 2010 : Un jour dans la vie, éd. Librairie Passages  (ISBN 9782707321534)
- 2011 : Ce que j'appelle oubli, Les Éditions de Minuit  (ISBN 9782707322456), 62 p.
- 2014 : Autour du monde, Les Éditions de Minuit  (ISBN 9782707323859), 372 p. — prix Amerigo-Vespucci 2014
- 2016 : Continuer, Les Éditions de Minuit  (ISBN 9782707329837) — prix Culture et Bibliothèques pour tous 2017
- 2020 : Histoires de la nuit, Les Éditions de Minuit  (ISBN 9782707346322), 637 p.[13] — prix Répliques[14]
- 2025 : La Maison vide, Les Éditions de Minuit  (ISBN 9782707356741) (à paraître le 28 août)

### Essais, récits et dialogue
- 2005 : Le Lien (dialogue), éditions de Minuit  (ISBN 270731921X)
- 2015 : Visages d'un récit, Éditions Capricci  (ISBN 979-10-239-0048-4)
- 2013 : Passagers, photographies de Jean-Pierre Favreau, textes de Laurent Mauvignier, Milan, 5 continents ; Paris, Le Seuil  (ISBN 9788874396405) « Passagers est une rencontre entre un photographe et un écrivain qui mettent en partage leur vision de l'homme. »[15]
- 2018 : Voyage à New Delhi, Les Éditions de Minuit  (ISBN 9782707344588)
- 2021 : Pascaline David, Les motifs de Laurent Mauvignier. Entretiens sur l'écriture avec Pascaline David, Namur, Diagonale, 2021, 176 p. (ISBN 9782930947044)
- 2025 : Quelque chose d'absent qui me tourmente. Entretiens avec Pascaline David, Les Éditions de Minuit  (ISBN 9782707356703) (à paraître le 28 août)

### Théâtre
- 2012 : Tout mon amour, éditions de Minuit  (ISBN 9782707322456), 125 p. La pièce est créée par le collectif Les Possédés au théâtre Garonne à Toulouse la même année.
- 2015 : Retour à Berratham, éditions de Minuit  (ISBN 9782707328830), 80 p. — Prix Émile-Augier 2016[9], décerné par l'Académie française La pièce est écrite pour Angelin Preljocaj, chorégraphe et directeur du Pavillon noir à Aix-en-Provence. La pièce est créée par le Ballet Preljocaj au Festival d’Avignon, dans la cour d’honneur, le 17 juillet 2015[8].
- 2016 : Une légère blessure, éditions de Minuit  (ISBN 9782707329752), 48 p.
- 2023 : Proches, éditions de Minuit  (ISBN 9782707348951), 128 p.

### Scénarios de télévision
- Seule, un téléfilm de Fabrice Cazeneuve en 2008
- Chien de guerre, un téléfilm de Fabrice Cazeneuve en 2011

### Cinéma (réalisation)
- 2018 : Proches (court métrage) - Production : Les Films du Worso

## Prix et distinctions

### Prix
- Prix RTBF (Belgique) 1999 pour Loin d'eux[16]
- Sélectionné au Festival du premier roman 2000 pour Loin d'eux[17]
- Prix Fénéon 2000 pour Loin d'eux
- Prix Wepler 2000 pour Apprendre à finir
- Prix du Livre Inter 2001 pour Apprendre à finir
- Prix du deuxième roman 2001 pour Apprendre à finir
- Prix du roman Fnac 2006 pour Dans la foule
- Prix Virilo 2009 pour Des hommes
- Prix Millepages 2009 pour Des hommes[12]
- Prix Initiales 2010 pour Des hommes[12]
- Prix des libraires 2010 pour Des hommes
- Prix des lycéens PACA 2012 pour Ce que j'appelle oubli
- Prix Amerigo-Vespucci 2014 pour Autour du monde
- Grand prix de littérature de la SGDL 2015 pour l’ensemble de son œuvre[18]
- Prix Émile-Augier 2016[9], décerné par l'Académie française, pour Retour à Berratham
- Prix Culture et Bibliothèques pour tous 2017 pour Continuer

### Décoration
- Officier de l'ordre des Arts et des Lettres (2017[19], chevalier en 2010[20])

## Adaptations de son œuvre

### Au cinéma
L'actrice Johanna Nizard rencontre en 2001 Laurent Mauvignier, et à partir de son roman Loin d'eux (1999) réalise un court métrage homonyme.
En 2018, Joachim Lafosse adapte en film son livre Continuer avec Virginie Efira dans le rôle principal. En 2020, Lucas Belvaux adapte en film son livre Des hommes avec Gérard Depardieu, Jean-Pierre Darroussin et Catherine Frot.

### Au théâtre
- 2002 : à la suite de son court-métrage, Johanna Nizard porte ensuite le roman Loin d'eux (1999) à la scène, au Théâtre Nanterre-Amandiers[24].
- 2007 : Le Lien (2005), mise en scène Laurence de la Fuente, coproduction Pension de famille et Théâtre national Bordeaux Aquitaine, avec Françoise Lebrun
- 2009 : Loin d'eux (1999), mise en scène David Clavel et Rodolphe Dana, coproduction Compagnie les Possédés et Théâtre Garonne de Toulouse, avec Rodolphe Dana.
- 2012 et 2013 : Tout mon amour (2012), création du Collectif les Possédés dirigé par Rodolphe Dana, costumes Sara Bartesaghi Gallo, lumières Valérie Sigward, production Collectif les Possédés, Théâtre national de la Colline à Paris, Scène nationale d'Aubusson ; avec Simon Bakhouche (le grand-père), David Clavel (le père), Julien Chavrial (le fils). Théâtre Garonne, Toulouse, du 23 au 27 octobre 2012[25] - Théâtre national de la Colline à Paris, du 21 novembre au 21 décembre 2012[26] - Scène Watteau, Nogent-sur-Marne, mars 2013[27]
- 2013 : Une légère blessure, lecture par Johanna Nizard, Musée Calvet, Festival d'Avignon, juillet 2013 ; réalisation Marguerite Gateau ; diffusion sur France Culture, émission L'Atelier Fiction, en septembre 2013
- 2015 : Ce que j'appelle oubli (2011), mise en scène et jouée par Nicolas Berthoux[28], coproduction Le Grand T théâtre de Loire-Atlantique, Nouveau Théâtre d’Angers, Centre dramatique national Pays de la Loire, et la compagnie Mêtis.
- 2015 : Retour à Berratham (2015), pièce écrite pour Angelin Preljocaj, chorégraphe et directeur du Pavillon noir à Aix-en-Provence. Création par le Ballet Preljocaj au Festival d’Avignon, dans la Cour d’Honneur, le 17 juillet 2015[8].
- 2016 : Ce que j'appelle oubli (2011), mise en scène Denis Podalydès, au Studio-Théâtre de la Comédie-Française.
- 2016 : Une légère blessure (2016), mise en scène Othello Vilgard, au Théâtre du Rond-Point, avec Johanna Nizard.

## Participations
- 2002 : Dialogues contemporains, Laurent Mauvignier, Pierre Bergounioux, Régine Detambel, coordonné par Stéphane Bikialo et Jacques Dürrenmatt, Poitiers, La Licorne  (ISBN 2-911044-73-8)
- 2010 : « Pourquoi aimez-vous Le Dernier Jour d'un condamné ? », interview de Laurent Mauvignier, en préface de Le Dernier Jour d'un condamné de Victor Hugo, éditions Flammarion  (ISBN 978-2-08-123806-0)
- 2011 : préface de Phèdre de Jean Racine, Paris, Classiques & Cie, éditions Hatier  (ISBN 978-2-218-95892-2)
- 2011 : « La panoplie littéraire », in Décapage, no 43 (printemps-été), pp. 89-109.
- 2021 : La Légende des seigneurs assassins de Thierry Mauvignier
- 2021 : La légende de Thierry Mauvignier[29], documentaire sur Prime Video[30] de Dylan Besseau